# Oripoda excavata
Oripoda excavata är en kvalsterart som beskrevs av Sandór Mahunka 1988. Oripoda excavata ingår i släktet Oripoda och familjen Oripodidae. Inga underarter finns listade i Catalogue of Life.